# Proteoglykane
Proteoglykane sind ein wichtiger Bestandteil der extrazellulären Matrix in tierischem Gewebe, beispielsweise im Knorpelgewebe. Sie sind auch an der Zelloberfläche und in intrazellulären sekretorischen Granula lokalisiert.
Proteoglykane bilden eine Klasse besonders stark glykosylierter Glykoproteine – Makromoleküle aus einem Protein und einer oder mehreren kovalent gebundenen Kohlenhydratgruppen. Im Falle der Proteoglykane handelt es sich bei den Seitenketten um Glykosaminoglykane (GAG). Diese sind lange, lineare Kohlenhydratgruppen aus sich wiederholenden Disacchariden.
Kohlenhydrate machen etwa 95 % der molaren Masse von Proteoglykanen aus, im Gegensatz zu Glykoproteinen, deren Proteinanteil den Kohlenhydratanteil überwiegt.

## Funktion
Proteoglykane sind ein Hauptbestandteil der tierischen extrazellulären Matrix, die die Stabilisierung zwischen den Zellen eines Organismus bewerkstelligen. Hier bilden sie große Komplexe, sowohl zu anderen Proteoglykanen, als auch zu Hyaluronsäure, sowie zu Faserproteinen wie Kollagen. Sie sind außerdem an der Bindung von Kationen beteiligt und regulieren die Bewegung von Molekülen durch die Matrix. Es gibt Hinweise darauf, dass sie die Aktivität und Stabilität von Proteinen und Signalmolekülen innerhalb der Matrix beeinflussen können. Die Funktion des Proteoglykans kann teilweise dem Proteinkern oder der befestigten GAG-Kette zugeschrieben werden.
Proteoglykane können als Corezeptor für Wachstumsfaktoren, wie z. B. den fibroblast growth factor (FGF) und andere Hormone fungieren. Auch Proteaseinhibitoren wie Antithrombin können sie als "Andockstation" nutzen.

## Bau und Struktur
Charakteristisch für die sehr heterogene Familie der Proteoglykane sind die am Proteinzentralfilament kovalent gebundenen polyanionischen Glykosaminoglykan-Ketten (GAG-Ketten). Diese setzen sich aus unverzweigten Polysaccharidketten zusammen, die über eine charakteristische Verbindungstetrasaccharid an das Zentralfilament kovalent gebunden sind. Die Polysaccharidketten bestehen vornehmlich aus sich wiederholenden Disaccharideinheiten aus einem Aminozucker (N-Acetylglucosamin und N-Acetylgalactosamin) und typischerweise einer Uronsäure. Die Verknüpfung der Glykosaminoglykane mit dem Proteinkern erfolgt im Golgi-Apparat. Das definierte Verbindungstetrasaccharid wird an Serinseitenketten geknüpft. Die Serinseitenkette fungiert als "Keim" für die schrittweise Polymerisation des GAG in die Peripherie.
Die zentrale Hyaluronsäure hat bis zu 100 Kernproteine gebunden, die wiederum je ca. 50 Keratansulfat-Ketten (mit bis zu 250 Dissaccharid-Einheiten) und ca. 100 Chondroitinsulfat-Ketten (mit bis zu 1000 Disaccharid-Einheiten) binden.
Die Bindungsregion besteht aus der Tetrasaccharidsequenz:
Glucuronyl-β-(1→3)-Galactosyl-β-(1→3)-Galactosyl-β-(1→4)-Xylosyl-β-1-O-(Serin).
Ebenfalls möglich ist die Bildung noch größerer Makromoleküle. So kann Hyaluronsäure als ‚Kiel‘ mehrere Proteoglykane nicht-kovalent in einer fedrigen Struktur binden. Bei Hyaluronsäure handelt es sich zwar auch um ein Glycosaminoglykan, diese kommt in Proteoglykanen an sich jedoch nicht vor; es liegt als freies nichtproteingebundenes Polysaccharid vor.
Wie auch Glykosaminoglykane bilden auch Proteoglykane relativ starre Strukturen mit sperriger Konformation. Auch wenn ihr Masseanteil an der extrazellulären Matrix nicht sehr groß ist, haben sie einen enormen Platzbedarf. Proteoglykane sind sehr hydrophil und bei physiologischem pH durch deprotonierte Säuregruppen negativ geladen. Dadurch binden sie Kationen mit voluminösen Wasserhüllen an sich. Auf diese Weise bilden die Proteoglykane eine gelartige extrazelluläre Masse, in die Faserproteine eingelagert werden. Unter Druck kann Wasser nur so lange aus der Masse gedrückt werden, bis die Ladungsdichte der Polymere so stark ansteigt, dass eine weitere Kompression durch sich gegenseitig abstoßende elektrostatische Kräfte verhindert wird. 
Sie werden auch häufig als saure Mucopolysaccharide bezeichnet.

## Gruppierung von Proteoglykanen
Proteoglykane werden nach ihren Glykosaminoglykan-Ketten in verschiedene Gruppen eingeteilt:
- Heparansulfat-Proteoglykane
- Keratansulfat-Proteoglykane
- Chondroitinsulfat-Proteoglykane
- Dermatansulfat-Proteoglykane

Ein Proteoglykan kann auch mehr als einen Typ von Glykosaminoglykan-Ketten tragen; z. B. besitzt Aggrecan KS- und CS-Ketten. Außer den Glykosaminoglykan-Ketten tragen die Zentralfilamente zudem oft N- oder O-glykosidisch gebundene Oligosaccharide, wie sie auch in anderen Glykoproteinen vorkommen. Aufgrund der Größe des Proteinzentralfilaments werden die Proteoglykane der EZM in zwei Hauptgruppen, die großen und kleinen Proteoglykane, untergliedert. Wegen gemeinsamer struktureller Domänen werden die großen Proteoglykane unterteilt in Hyalektane (z. B. Aggrecan, Neurocan, Brevican, Versican und weitere), die einerseits Hyaluronsäure binden und andererseits das C-Typ-Lektin-Motiv enthalten, und in nicht hyaluronsäurebindende Proteoglykane (z. B. Perlecan, Agrin und andere). Zu den kleinen Proteoglykanen der EZM zählen die leucinreichen Proteoglykane (z. B. Decorin, Biglycan, Fibromodulin, Lumican und weitere).
Für Details der biologischen Funktion der Proteoglykane sei auf den Artikel zur extrazellulären Matrix (EZM) verwiesen.